# Ismail Koucham
Ismail Koucham (arab. إسماعيل كوشام, ur. 9 czerwca 1984) – marokański piłkarz, grający jako środkowy pomocnik.

## Klub

### Początki
Zaczynał karierę w Rachad Bernoussi, gdzie grał jako junior i senior do 2009 roku.

### Olympique Khouribga
1 lipca 2009 roku dołączył do Olympique Khouribga. 
W sezonie 2011/2012 (pierwszym w bazie Transfermarkt) zagrał 11 meczów i raz asystował.

### Raja Casablanca
1 lipca 2012 roku przeniósł się do Raja Casablanca. W tym zespole zadebiutował 6 października 2012 roku w meczu przeciwko Wydad Fez (wygrana 0:2). Na boisku pojawił się w 92. minucie, zastępując Vianney'a Mabidé. Pierwszą asystę zaliczył 30 grudnia 2012 roku w meczu przeciwko Renaissance Berkane (wygrana 3:2). Asystował przy golu Yassine'a Salhiego w 90. minucie. Pierwszą asystę zaliczył 6 stycznia 2013 roku w meczu przeciwko Difaâ El Jadida (wygrana 1:4). Do siatki trafił w 90. minucie. Łącznie zagrał 21 meczów, strzelił jednego gola i pięć razy asystował. W sezonie 2012/2013 został też mistrzem kraju.

### Kawkab Marrakesz
1 lipca 2014 roku dołączył do Kawkabu Marrakesz. W tym zespole zadebiutował 24 sierpnia 2014 roku w meczu przeciwko Hassania Agadir (zwycięstwo 4:0). W debiucie strzelił gola – do bramki trafił w 41. minucie. Pierwszą asystę zaliczył 23 listopada 2014 roku w meczu przeciwko Renaissance Berkane (1:1). Asystował przy bramce Abdelilaha Mansoura w 85. minucie. Łącznie rozegrał 30 spotkań, strzelił 4 gole i siedmiokrotnie asystował.

### Renaissance Berkane
2 sierpnia 2016 roku przeniósł się do Renaissance Berkane. W tym klubie zadebiutował 18 września 2016 roku w meczu przeciwko Kawkab Marrakesz (wygrana 3:0). Zagrał 56. minut, zastąpił go Lahcen Akhmis. Łącznie wystąpił w pięciu spotkaniach. Wygrał puchar Maroka w sezonie 2017/2018.

### Od 2018
1 sierpnia 2018 roku trafił do Renaissance Zemamra. 1 sierpnia 2019 roku został zawodnikiem nieznanego zespołu, później zakończył karierę.